# Gáborjáni Szabó Kálmán
Gáborjáni Szabó Kálmán (Debrecen, 1897. szeptember 18. – Budapest, 1955. június 19.) magyar festő, grafikus, művésztanár. Élete és munkássága szorosan kötődik a Debreceni Református Kollégiumhoz.
Stílusára Aba-Novák Vilmos hatott. Művészete  a népi írók mozgalmának szellemi rokona.

## Életpályája
Vaszary János és Révész Imre növendéke volt a Képzőművészeti Főiskolán. 1922-től 1945-ig a Debreceni Református Kollégium rajztanára volt. 1923-tól fametszeteket készített. Jézus élete című metszetsorozatát 1926-ban alkotta meg.  1930 – 1931-ben Rómában járt.  1934-ben könyvalakban is megjelentette ex libriseit. 1936-ban "Parasztok" című, 10 lapból álló fametszet-sorozatot készített. 1937–38-ban a Debreceni Református Kollégium számára festett nagyméretű, magyar történelmi tárgyú freskósorozatot 1938-ban Rómában gyűjteményes kiállítást rendezett. Olaszországi élményeit "Itáliai városképek" (Visioni d'Italia) című fametszet-sorozatában örökítette meg. 1945-ben részt vett a Debreceni Református Kollégium újjászervezésében, majd Budapesten megrendezte az első gyermekrajzkiállítást. Ugyancsak 1945-ben a Képzőművészeti Főiskola tanárává nevezték ki. 1949-ben "Hatos tárna", majd 1951-ben "Béke" című fametszet-sorozata album formában jelent meg. 

## Emlékezete

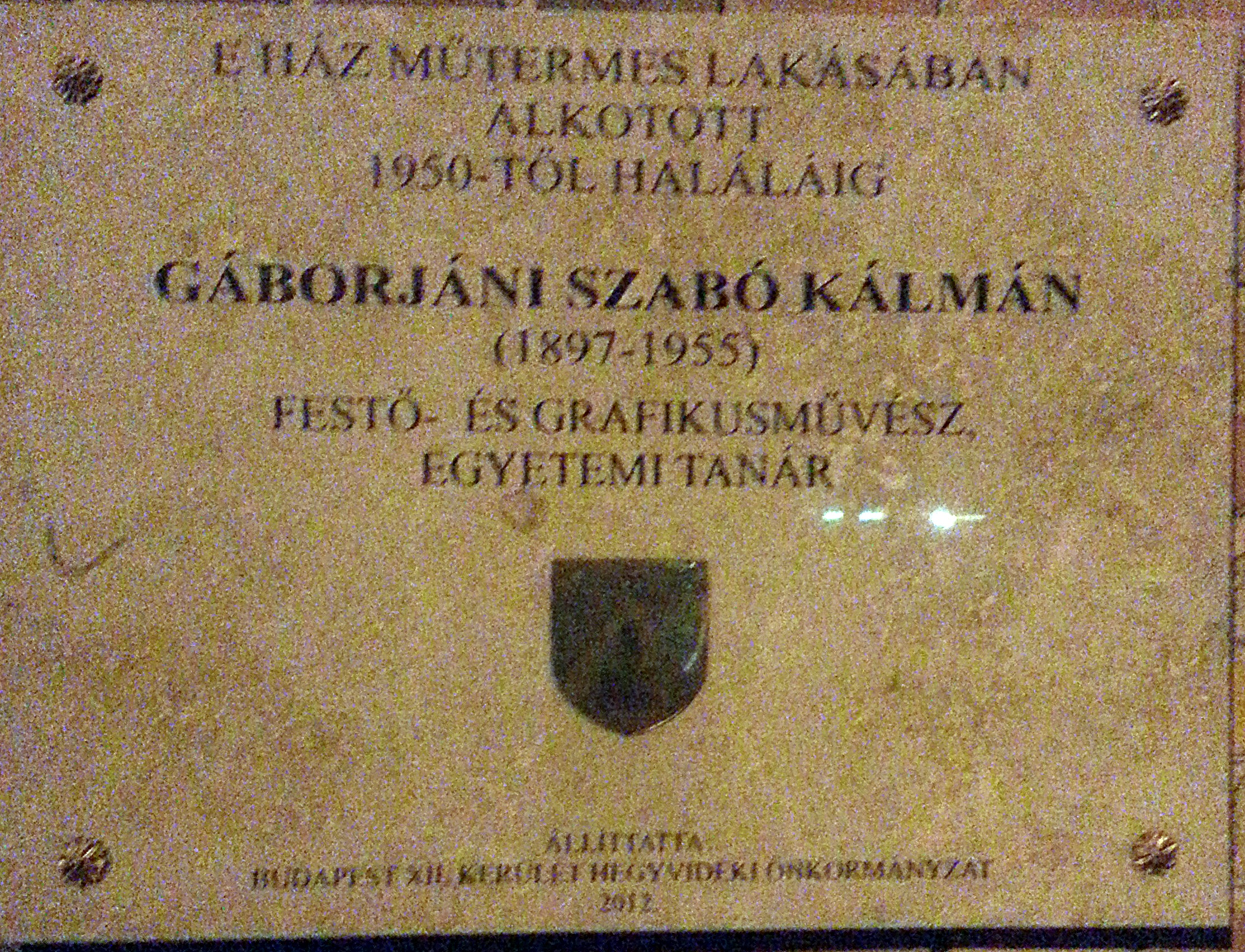
Emléktáblája Budapesten
XII. Kiss János altábornagy utca 34.

- Emlékkiállítása 1966-ban volt a Magyar Nemzeti Galériában.

## Egyéni kiállítások
- 1923 • Városháza, Debrecen [Félegyházi Lászlóval]
- 1930 • Scherlhaus, Berlin
- 1955 • Fényes Adolf Terem, Budapest
- 1966 • Magyar Nemzeti Galéria, Budapest (kat.) • Déri Múzeum, Debrecen
- 1967 • Bakonyi Múzeum, Veszprém. Válogatott csoportos kiállítások

## Válogatott csoportos kiállítások
- 1926 • Ernst Múzeum, Budapest
- 1928 • Svájc • Ernst Múzeum, Budapest
- 1929 • Kunstgemeinschaft, Bécs
- 1931 • A római Magyar Intézet ösztöndíjas művészeinek első kiállítása, Nemzeti Szalon, Budapest
- 1932 • XVIII. Velencei Biennálé, Velence • Nemzetközi egyházművészeti kiállítás, Padova
- 1935 • a Magyar Rézkarcoló Művészek Egyesülete kiállítása, Nemzeti Szalon, Budapest
- 1930-as évek • a Magyar Rézkarcoló Művészek Egyesülete kiállításai (1931 • Philadelphia • Los Angeles
- 1932 • Chicago
- 1933 • Cleveland • Chicago
- 1934 • Hága • Amszterdam
- 1935 • Oslo • Lvov)
- 1941 • 94. csoportkiállítás, Nemzeti Szalon, Budapest (nagyobb anyaggal)
- 1948 • a Rippl-Rónai Társaság kiállítása, Nemzeti Szalon, Budapest
- 1950 • 1. Magyar Képzőművészeti kiállítás, Műcsarnok, Budapest
- 1955 • Képzőművészetünk tíz éve, Műcsarnok, Budapest
- 1977, 1978 • A Szolnoki Művésztelep Jubiláris Kiállítása, Damjanich János Múzeum • Szolnoki Galéria, Szolnok • Magyar Nemzeti Galéria, Budapest
- 1983 • Római iskola I., Keresztény Múzeum, Esztergom.